# Roxbury (Vermont)
Roxbury ist eine Town im Washington County des Bundesstaates Vermont in den Vereinigten Staaten mit 678 Einwohnern (laut Volkszählung von 2020). Roxbury ist die südlichste Town im Washington County und eine der größten, jedoch auch eine der am dünnsten besiedelten mit weniger als 20 Einwohnern auf 1 Square Mile (2,59 km²).

## Geografie

### Geografische Lage
Roxbury liegt im Südosten des Washington Countys. Der Third Branch White River durchfließt die Town zentral in südliche Richtung. Ein großer Teil des Gebietes der Town, beiderseits der State Route, wird durch den Roxbury State Forrest eingenommen. Die höchste Erhebung ist der 933 m hohe Rice Mountain im Süden des östlichen Teils des Roxbury State Forrestes. Der Drinkwater Hill mit einer Höhe von 631 m liegt im Nordosten der Town und der 539 m hohe Cram Hill im Süden.

### Nachbargemeinden
Alle Entfernungen sind als Luftlinien zwischen den offiziellen Koordinaten der Orte aus der Volkszählung 2010 angegeben.
- Norden: Northfield, 5,1 km
- Osten: Williamstown, 21,0 km
- Südosten: Brookfield, 16,0 km
- Süden: Braintree, 4,0 km
- Südwesten: Granville, 12,6 km
- Westen: Warren, 16,1 km

### Klima
Die mittlere Durchschnittstemperatur in Roxbury liegt zwischen −8,9 °C (16 °Fahrenheit) im Januar und 25,6 °C (78 °Fahrenheit) im Juli. Die Schneefälle zwischen Oktober und Mai liegen mit bis zu einem halben Meter (19 Inch) etwa viermal so hoch wie die mittlere Schneehöhe in den USA. Die tägliche Sonnenscheindauer liegt am unteren Rand des Wertespektrums der USA.

## Geschichte

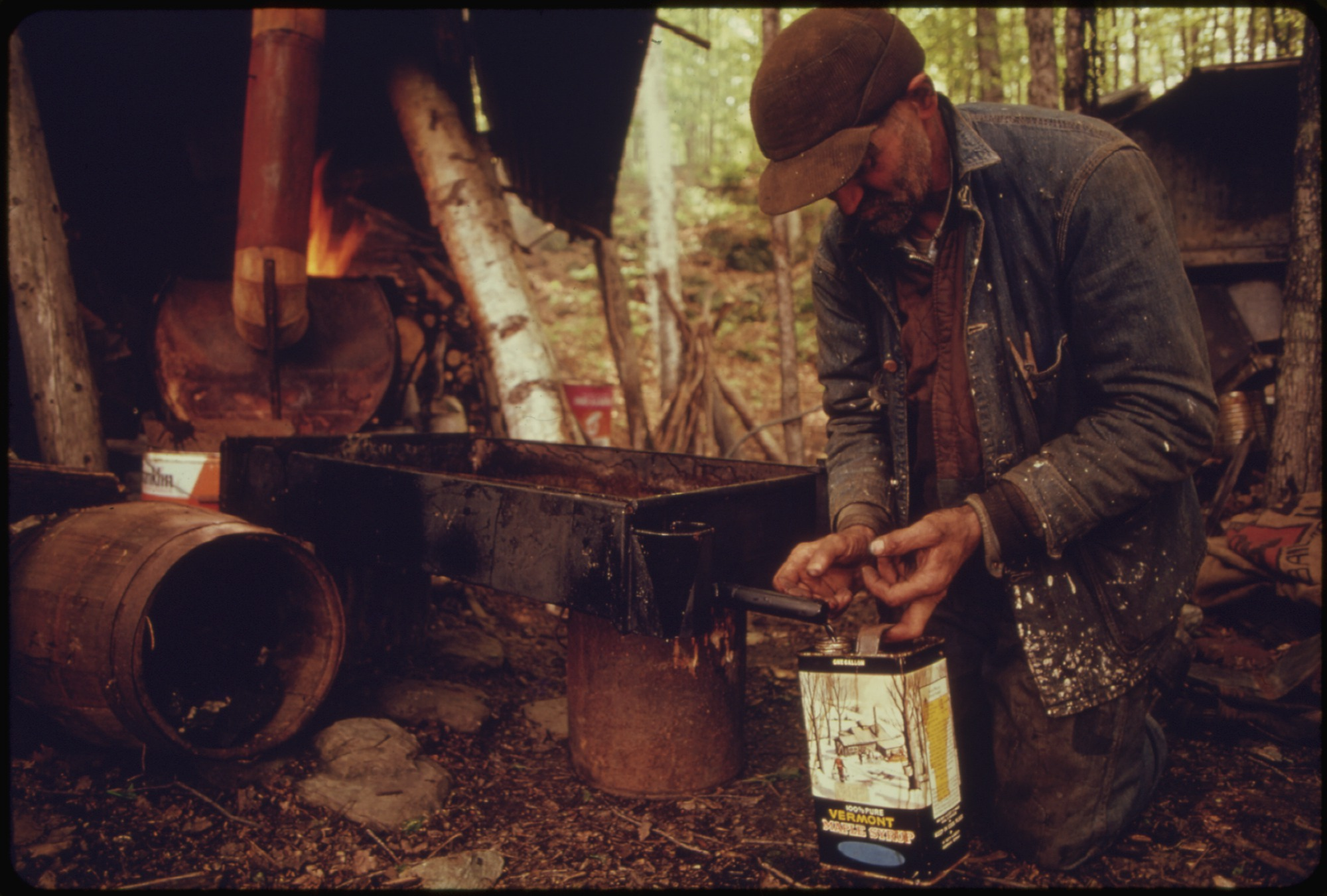
Gewinnung von Ahornsirup in den Wäldern von Roxbury

Den Grant der Vermont Republic für Roxbury über 23.040 acre (9.323,9572 ha) erwarben im Jahr 1780 Benjamin Emmonds und weitere. Gegründet wurde Roxbury am 6. August 1781. Der erste Siedler in dem Gebiet war im Jahr 1789 Christopher Huntington, es wurde ausschließlich Landwirtschaft betrieben. Der Boden eignet sich als Weideland, zudem kann in einigen Gebieten Ackerbau betrieben werden. Als die Town im Jahr 1796 organisiert wurde, war Huntington der erste Town Clerk. Der Name Roxbury wurde für viele der ersten Siedlungen in Neu England benutzt. Bereits im Jahr 1630 für eine Siedlung in Massachusetts. Heute ein Stadtteil Bostons. Warum die Town Roxbury in Vermont so benannt wurde, ist nicht bekannt. Einer der ersten Siedler war Captain Benjamin Samson. Welcher, so wird überliefert, die Kirchenglocke in Lexington geläutet hat, um vor den anrückenden britischen Truppen zu warnen.
Die Bahnstrecke Windsor–Burlington erreichte im Jahr 1848 Roxbury und damit den Pass zwischen den Tälern des White Rivers und des Winooski Rivers. Der den Norden durchfließende Dog River mündet im Winooski River, hingegen mündet der Third Branch White River in den White River.
Im Jahr 1860 wuchs die Bevölkerung auf mehr als 1000 Bewohner an und sank im Jahr 1970 auf 354 ab. Durch Zuzug ist die Einwohnerzahl inzwischen auf über 600 angestiegen. Die meisten arbeiten jedoch in den umliegenden größeren Towns und Citys.

### Religionen
In Roxbury gibt es eine Kongregationale Kirche, die Union Congregational Church of Roxbury.

### Einwohnerentwicklung
| Volkszählungsergebnisse – Town of Roxbury, Vermont | Volkszählungsergebnisse – Town of Roxbury, Vermont | Volkszählungsergebnisse – Town of Roxbury, Vermont | Volkszählungsergebnisse – Town of Roxbury, Vermont | Volkszählungsergebnisse – Town of Roxbury, Vermont | Volkszählungsergebnisse – Town of Roxbury, Vermont | Volkszählungsergebnisse – Town of Roxbury, Vermont | Volkszählungsergebnisse – Town of Roxbury, Vermont | Volkszählungsergebnisse – Town of Roxbury, Vermont | Volkszählungsergebnisse – Town of Roxbury, Vermont | Volkszählungsergebnisse – Town of Roxbury, Vermont |
| Jahr                                               | 1700                                               | 1710                                               | 1720                                               | 1730                                               | 1740                                               | 1750                                               | 1760                                               | 1770                                               | 1780                                               | 1790                                               |
| -------------------------------------------------- | -------------------------------------------------- | -------------------------------------------------- | -------------------------------------------------- | -------------------------------------------------- | -------------------------------------------------- | -------------------------------------------------- | -------------------------------------------------- | -------------------------------------------------- | -------------------------------------------------- | -------------------------------------------------- |
| Einwohner                                          |                                                    |                                                    |                                                    |                                                    |                                                    |                                                    |                                                    |                                                    |                                                    | 14                                                 |
| Jahr                                               | 1800                                               | 1810                                               | 1820                                               | 1830                                               | 1840                                               | 1850                                               | 1860                                               | 1870                                               | 1880                                               | 1890                                               |
| Einwohner                                          | 113                                                | 361                                                | 512                                                | 737                                                | 784                                                | 967                                                | 1060                                               | 916                                                | 938                                                | 768                                                |
| Jahr                                               | 1900                                               | 1910                                               | 1920                                               | 1930                                               | 1940                                               | 1950                                               | 1960                                               | 1970                                               | 1980                                               | 1990                                               |
| Einwohner                                          | 712                                                | 615                                                | 609                                                | 594                                                | 554                                                | 465                                                | 364                                                | 354                                                | 452                                                | 575                                                |
| Jahr                                               | 2000                                               | 2010                                               | 2020                                               | 2030                                               | 2040                                               | 2050                                               | 2060                                               | 2070                                               | 2080                                               | 2090                                               |
| Einwohner                                          | 576                                                | 691                                                | 678                                                |                                                    |                                                    |                                                    |                                                    |                                                    |                                                    |                                                    |

## Kultur und Sehenswürdigkeiten

### Parks
Der Roxbury State Forest nimmt einen großen Teil der Fläche der Town ein. Er besteht aus 3 Teilbereichen. Im Osten mit dem Rice Mountain im Süden des State Forests und dem Vogt Teil. Ein Laubwald mit erheblichen Steigungen und vielen Oberflächenwasserströmen. Diese fließen nach Südosten zum Connecticut River. Der dritte Teil mit dem Cram Hill und den umliegenden Hügeln.
Ein großer Teil des State Forests wurde durch das Civilian Conservation Corps erschlossen. Es errichtete die Zufahrtsstraße im Rice Mountain Teil mit eindrucksvollen Durchlässen und 3 Brücken sowie weitere Zufahrtsstraßen und einen Staudamm am Cram Hill. Außerdem ein Blockhaus, zudem pflanzten sie viele Bäume auf etwa 800 Morgen (200 ha) Land.

## Wirtschaft und Infrastruktur

### Verkehr
Das Gebiet der Town Roxbury wird in nordsüdlicher Richtung durch die State Route 12A geteilt. Diese folgt dem Verlauf des Third Branch White Rivers im Süden und des Dog Rivers im Norden, ebenso wie die Bahnstrecke Windsor–Burlington. Sie führt von Northfield im Norden nach Randolph im Süden.

### Öffentliche Einrichtungen
In Roxbury gibt es kein Krankenhaus. Das nächstgelegene Krankenhaus ist das Central Vermont Medical Center in Berlin.

### Bildung
Roxbury gehört mit Northfield zur Washington South Supervisory Union. Die Roxbury Village School ist eine Elementary School für etwa 40 Schulkinder bis zur Klasse 6 in Roxbury.
Die Roxbury Free Library wurde im Jahr 1923 gegründet und befindet sich seit 1934 in einem kleinen Gebäude, das aus einem Raum besteht.

### Friedhöfe
Im nördlichen Teil der Town Roxbury befinden sich die fünf Friedhöfe: Roxbury Cemetery, Orcutt Cemetery, First Settler Cemetery, East Roxbury Cemetery und Batchellor-Spaulding Cemetery.

## Persönlichkeiten

### Söhne und Töchter der Stadt
- Zedekiah Silloway Stanton (1848–1921), Vizegouverneur von Vermont